# 山本智大
山本 智大（やまもと ともひろ、1994年11月5日 - ）は、日本の男子バレーボール選手。

## 来歴
北海道江別市出身。兄の影響で小学1年生のときにバレーボールを始める。
父親が中学校教員兼バレー部顧問。北海道恵庭市立恵庭中学校を卒業して、とわの森三愛高校、日本体育大学を経て、2016年12月にFC東京の内定選手となる。
2017年8月、第29回ユニバーシアード競技大会にユニバ日本代表として出場し、銅メダル獲得に貢献。
2017-18シーズン、FC東京では、仕事との両立に苦闘し、思うように試合に出場できなかった。
2018年、1シーズン限りでFC東京を退団し、堺ブレイザーズに移籍した。
2018-19シーズン、堺ではレギュラーに定着し、V・レギュラーラウンドで全セットに出場した。
2019年、日本代表に選出されると、代表でも試合に出場するようになり、ネーションズリーグに出場すると、FIVBワールドカップ2019で8試合に出場した。
2021年、2020年東京オリンピックに出場｡
2023年5月31日に堺ブレイザーズを退団。その後、パナソニックパンサーズに移籍した。

## 球歴
- 日本代表 - 2019年-
  - オリンピック - 2021年、2024年
  - 世界選手権 - 2022年
  - ネーションズリーグ - 2019年、2021年、2022年、2023年、2024年、2025年
  - ワールドカップ - 2019年

## 受賞歴
- 2024年 - 2023-24 V.LEAGUE DIVISION1 MEN ベストリベロ
- 2024年 - 2024年FIVBネーションズリーグ ベストリベロ
- 2025年 - 2024-25 SV.LEAGUE MEN ベストリベロ

## 所属チーム
- 恵庭中学校
- とわの森三愛高等学校
- 日本体育大学
- FC東京（2017-2018年）
- 堺ブレイザーズ（2018-2023年）
- パナソニックパンサーズ/大阪ブルテオン（2023年-）